# Heestrand
Heestrand är en bebyggelse i Svenneby socken i Tanums kommun i Bohuslän. Strax norr om denne bebyggelse har SCB avgränsat en småort namnsatt till Rådalen och Källeviken.
Heestrand ligger strax söder om Hamburgö, där den kustnära farleden smalnar av mellan Hornö och fastlandet. Innanför öarna Dannemark och Ulön ligger Heestrand bland stenbrotten. De båda öarna Dannemark och Ulön ingår i Ulön-Dannemark Naturreservat.
Kommer man landvägen norrifrån från Hamburgsund, så passeras först Hornborgs slott, Slottet och Tegelstrand innan man är framme i Heestrand.
Idag lever Heestrand främst upp på somrarna, då alla sommargäster kommer.

## Historia
Heestrand var strandplatsen för gården Hee. På 1600-talet bodde några strandsittare här med sina familjer. Under 1700-talet byggs en sjöbod av ägaren till gården Hee. Säkert bodde här flera familjer under sillperioderna, men i mellantiderna fanns nog små möjligheter till försörjning.
Under andra halvan av 1800-talet förändrades förhållandena radikalt i Heestrand, nu var en ny sillperiod på gång samtidigt som en helt ny verksamhet etablerades: stenindustrin.
Heestrand hade tidigare en egen kooperativ butik i form av Kooperativa föreningen Strid som inledde sin verksamhet 1903. Under en period hade man även en filial på Slottet. Föreningen uppgick 1962 i Konsum Bohuslän. År 1977 ansåg Konsum Bohuslän-Dal att butiken i Heestrand skulle läggas ner, vilket gjorde att ortsbefolkningen återbildade Strid som en lokal konsumentförening och tecknade ett arrendekontrakt om att ta över butiken. Den lokala föreningen hade dock svårt att vända på utvecklingen för butiken. År 1982 försattes föreningen i konkurs.

## Bilder

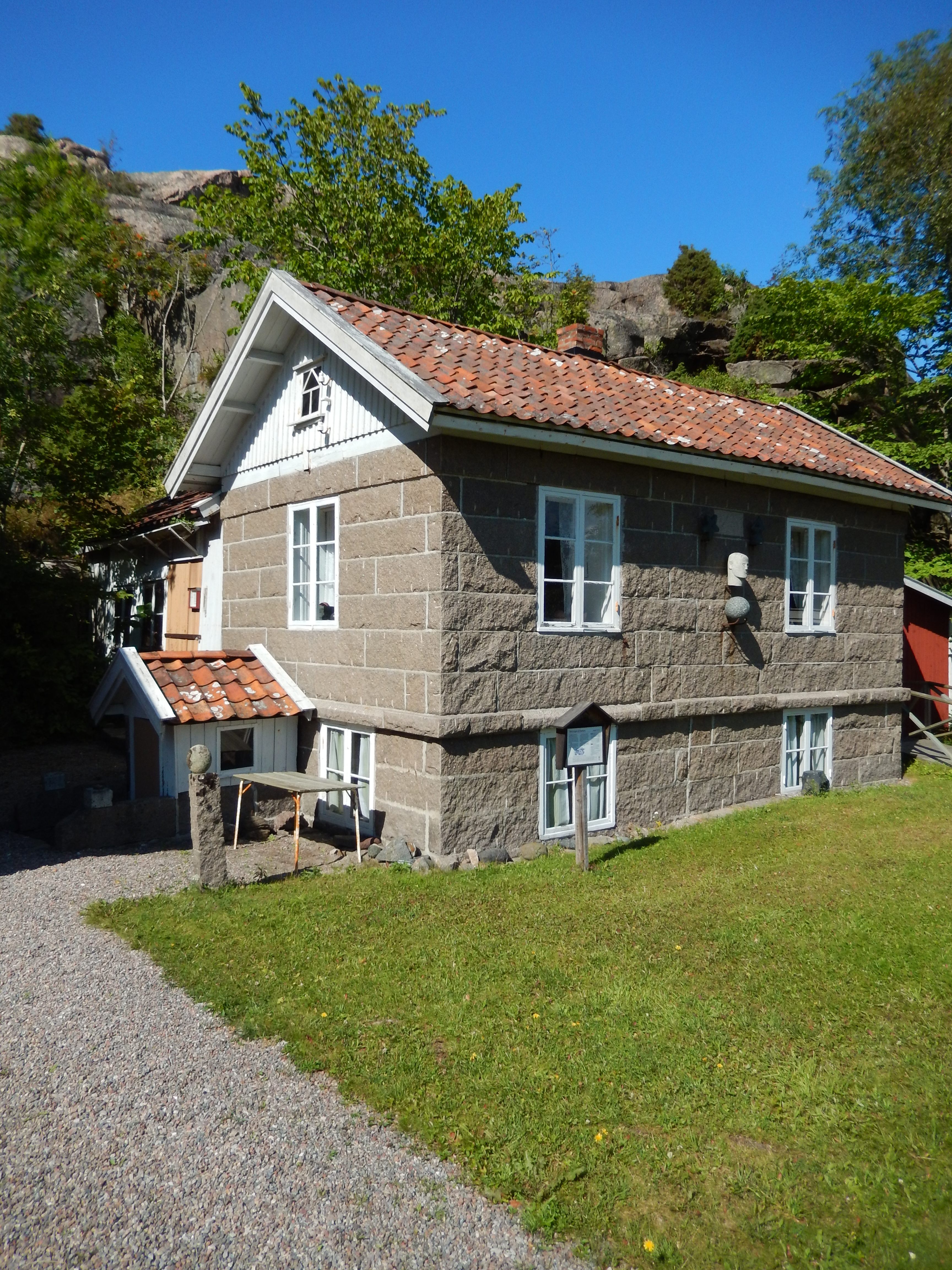
Stenstugan på Banken i Heestrand.
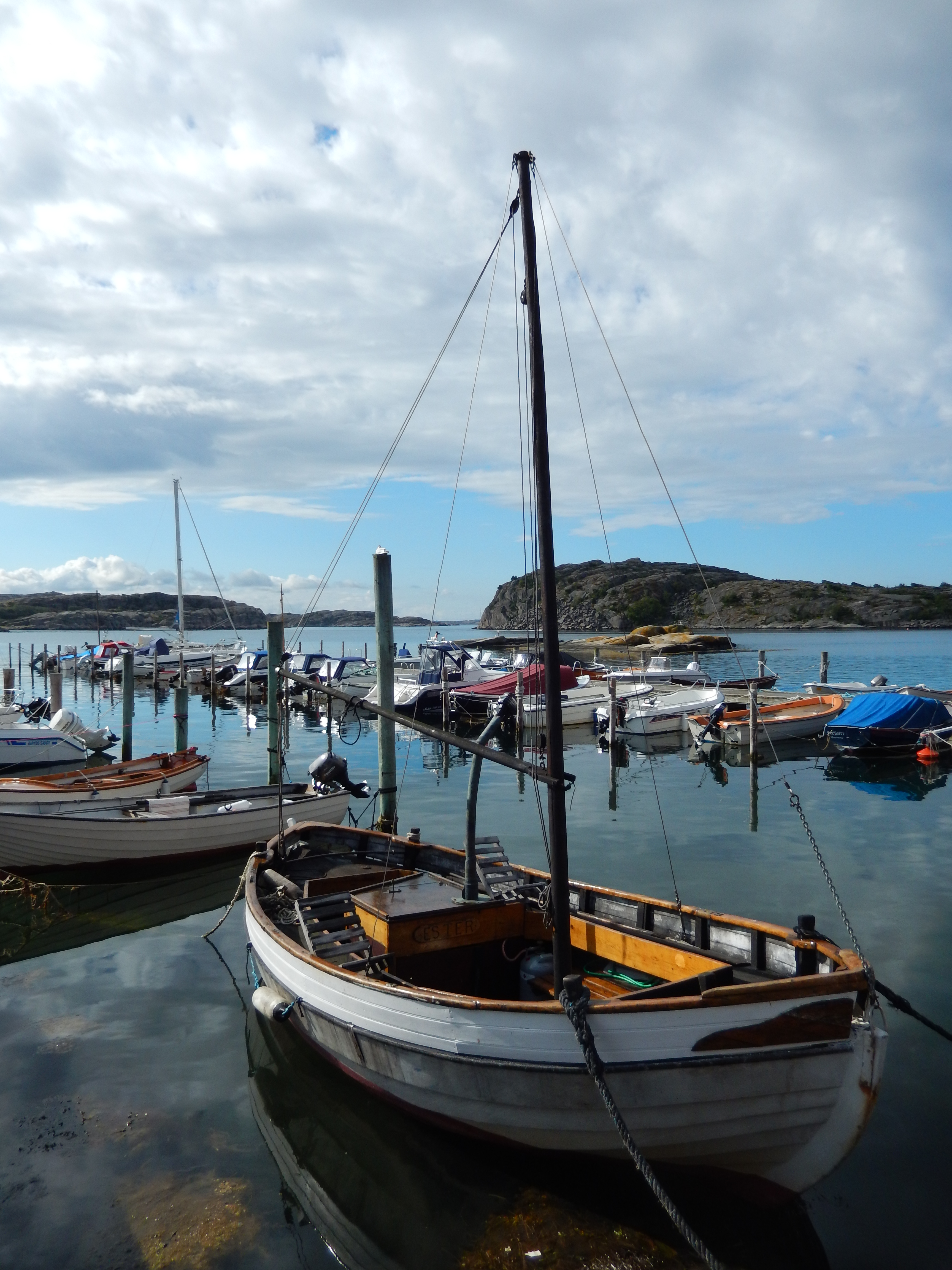
Båtar i hamnen i Heestrand.